# Zeccone
Zeccone ist eine norditalienische Gemeinde (comune) mit 1686 Einwohnern (Stand 31. Dezember 2023) in der Provinz Pavia in der Lombardei. Die Gemeinde liegt etwa 8,5 Kilometer nordöstlich von Pavia. 1871 ist der Ortsteil Villareggio eingemeindet worden.

## Geschichte
1129 wird der Ort Zacone in einer Urkunde des Bischofs Bernhard I. erstmals erwähnt. 